# Черни (Ростовская область)
Черни — хутор в Усть-Донецком районе Ростовской области.
Входит в состав Нижнекундрюченского сельского поселения.

## История
Назван в честь живущих там людей турецкой национальности. 
Во времена похода казаков на Азов они вместе с богатствами забирали и овдовевших и молодых турчанок. Которых с возвращением домой (в Хутор Листопадов) не могли никуда деть. Многих девиц не принимали в дом жёны казаков, именно поэтому их отводили в соседний хутор.

## География

### Улицы
| - ул. Братская, - ул. Кооперативная, - ул. Лесная, - ул. Новая, - ул. Озерная, - ул. Пролетарская, | - ул. Речная, - ул. Садовая, - ул. Строителей, - ул. Центральная, - пер. Дорожный, - пер. Колхозный, | - пер. Луговой, - пер. Майский, - пер. Озерный, - пер. Рабочий, - пер. Трудовой. |

## Население
| 2010 |
| ---- |
| 327  |

### Известные люди
В хуторе родился Семерников, Андрей Михайлович — Герой Советского Союза.